# Edwin Nubul
Edwin Nubul, né le 26 avril 1999 en Martinique, est un coureur cycliste français. Il évolue sous les couleurs du Vélo Club du François.

## Biographie
Edwin Nubul est originaire du François, une commune située en Martinique. Il se consacre au vélo depuis son plus jeune âge. Cycliste amateur, il bénéficie du soutien financier de son père Philippe. Son grand frère Owan pratique lui aussi ce sport en compétition. 
À l'automne 2018, il se révèle au niveau international en devenant vice-champion de la Caraïbe espoir (moins de 23 ans). L'année suivante, il confirme ses aptitudes en étant sacré double champion de la Martinique sur route, chez les élites et les espoirs. Il remporte également le titre régional dans le contre-la-montre espoir,. 
En 2022, il s'impose parmi les seniors sur le championnat de la Caraïbe, disputé en République dominicaine,. Lors de la saison 2023, il brille sur le Tour de Martinique en terminant quatrième du classement général, après avoir gagné une étape. Il se classe aussi deuxième du Tour de Guyane, avec deux succès d'étape à son actif.

## Palmarès et résultats

### Palmarès par année
- 2018
  -  Médaillé d'argent du championnat de la Caraïbe sur route espoirs
- 2019
  - Champion de Martinique sur route
  - Champion de Martinique sur route espoirs
  - Champion de Martinique du contre-la-montre espoirs
- 2022
  -  Champion de la Caraïbe sur route
- 2023
  - 2ea et 6e étapes du Tour de Martinique
  - 6e étape du Tour de Guyane
  - 2e du Tour de Guyane

### Classements mondiaux
| Année            | 2023 |
| ---------------- | ---- |
| UCI America Tour | e    |